# 이언 스튜어트 (수학자)

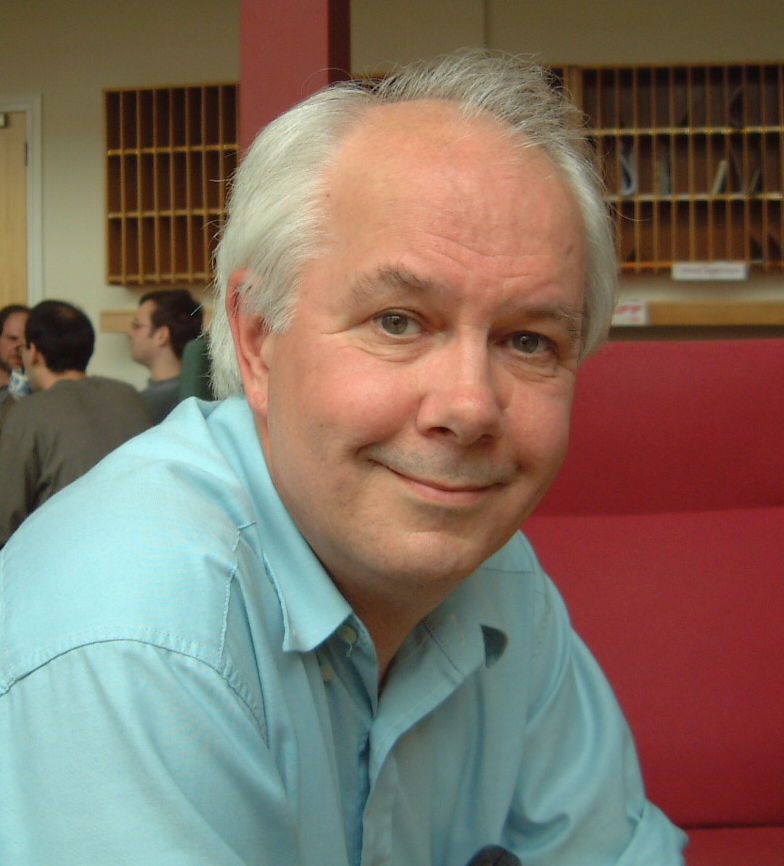
이언 스튜어트 (Ian Stewart)

이언 스튜어트(Ian Stewart, 1945년 9월 24일 ~ )는 영국의 수학자로, 워릭 대학교의 교수이다.
지은 책으로는 <미래의 수학자에게>, <자연의 패턴>, <하나님은 주사위 놀이를 하는가?>, <눈송이는 어떤 모양이지?>, <자연의 수학적 본성>, <천재들이 가지고 노는 수학책>, <세계를 바꾼 17가지 방정식> 외 다수가 있다.